# Carl Adolph von Plessen (diplomat)
 Der er flere personer med dette navn, se Carl Adolph von Plessen.
Carl Adolph von Plessen (født 17. september 1747 i København, død 11. maj 1810 på Wahlstorff i Lauenburg) var godsejer, kammerherre, dansk gesandt i Napoli og opvarter hos dronning Juliane Marie.
Han var født i 1747 som søn af Mogens Scheel-Plessen og Elisabeth Christine von Plessen, født von Thienen. I Lauenburg ejede han godserne Wahlstorff og Wittmold, og han arvede Gunderslevholm og Kastrupgård fra Carl Adolph von Plessen.
Han ægtede Ide Hedevig Buchwald i Borstel den 22. januar 1772.
Han var ridder af Dannebrogordenen.
Plessen var mæcen for portrætmaleren Hans Hansen.